# Hummer H3T
De Hummer H3T is een pick-up van het Amerikaanse merk Hummer. De auto is de eerste volwaardige pick-up die het bedrijf produceerde.

## Model
De basis voor de H3T wordt gevormd door de Hummer H3. Voor de H3T is de wielbasis verlengd en de cabine aangepast. De H3T biedt plaats aan vijf personen. Achter de cabine bevindt zich een laadbak van 1,5 meter lengte.
Concepts:
Hummer HX
Niet meer in productie:
H2 ·
H2 SUT ·
H3 ·
H3T ·
H1